# Таланты и поклонники (фильм, 1973)
«Тала́нты и покло́нники» — советский художественный фильм режиссёра Исидора Анненского, экранизация одноимённой пьесы А. Н. Островского. Последний художественный фильм Исидора Анненского.

## Сюжет
О драме молодой провинциальной актрисы Александры Николаевны Негиной, понуждаемой жизненными обстоятельствами к нелёгкому выбору между настоящей любовью и желанием непременно реализовать себя в искусстве.

## В ролях
- Светлана Пелиховская — Александра Николаевна Негина
- Ольга Хорькова — Домна Пантелеевна
- Леонид Губанов — Иван Семёныч Великатов
- Николай Гриценко — князь Ираклий Саратоныч Дулебов
- Александр Белявский — Григорий Антоныч Бакин
- Нонна Терентьева — Нина Васильевна Смельская
- Владимир Богин — Пётр Егорыч Мелузов
- Евгений Лебедев — Мартын Прокофьич Нароков
- Рудольф Панков — Вася
- Григорий Абрикосов — Ераст Громилов, трагик
- Юрий Саранцев — Гаврило Петрович Мигаев, антрепренёр
- Ариадна Шенгелая — гастролёрша
- Вика Чернакова — Саша в детстве
- Михаил Бочаров — господин
- Пётр Савин — обер-кондуктор

## Съёмочная группа
- Автор сценария: Исидор Анненский
- Режиссёр-постановщик: Исидор Анненский
- Оператор: Михаил Кириллов
- Художник: Ной Сендеров
- Композитор: Тихон Хренников